# Drinowo
Drinowo (bułg. Дриново) – wieś w Bułgarii, w obwodzie Tyrgowiszte, w gminie Popowo. W 2024 roku liczyła 459 mieszkańców.